# Regi Lagni
A Regi Lagni egy csatorna (korábban Clanio folyó) Olaszország Campania régiójában, a Nolai-síkságon. A folyót az 1600-as évek elején alakították át csatornává Luigi Giura tervei alapján a gyorsfolyású és bővizű hegyi patakok vizének elvezetésére, amelyek gyakran árvizekkel fenyegették a környező településeket. Vizét öntözésre használjak. Nola mellett indul, majd átszeli Caserta és Nápoly megyéket majd Giugliano in Campania mellett a Tirrén-tengerbe ömlik.